# Бёрнс, Роберт Аллен
Роберт Аллен Бернс (англ. Robert Allen Burns; 27 мая 1944, Одесса, Техас, США — 31 мая 2004, Сегин, Техас, США) — американский художник-постановщик, продюсер и актёр, специализировавшийся в жанре фильмов ужасов. Наиболее известен как художник-постановщик фильма «Техасская резня бензопилой», за что ему в 1976 году был присужден престижный приз критики МКФ фантастического кино в Авориазе.

## Биография
Роберт Аллен Бернс родился 27 мая 1944 года в городе Одесса (штат Техас). С раннего детства Роберт начал проявлять склонность к творчеству. Будучи ребёнком, он увлекся мультипликацией и создавал на бумаге сюжеты своих собственных мультфильмов. Обучаясь в старших классах школы Роберт начал увлекаться написанием юмористических рассказов, которые он распространял среди своих друзей и знакомых, которые пользовались большой популярностью. В этот же период Роберт заинтересовался актёрским мастерством и начал участвовать в школьных театральных постановках. Согласно воспоминаниям брата Роберта — Фреда Бернса, в детстве у Роберта были напряженные отношения с их матерью. Согласно воспоминаниям Фреда Бернса и других родственников Роберта — он вероятно страдал реактивным расстройством привязанности, вследствие чего ему на протяжении всей дальнейшей жизни было трудно поддерживать долговременные какие-либо эмоциональные отношения с другими людьми. После окончания школы в 1962 году, Бернс поступил в Техасский университет в Остине, где изучал актёрское мастерство. В этот период он женился на своей однокурснице Сью Грейс Сэнсинг, но брак продлился меньше года. После развода с Сью Сэнсинг Бернс в дальнейшие годы больше никогда не вступал в брак. Обучаясь в университете, Роберт познакомился на одной из студенческих вечеринок с будущим кинорежиссёром Тоубом Хупером, который стал его близким другом и с которым будут впоследствии связаны все достижения Бернса в мире кинематографа. Согласно свидетельствам самого Роберта Бернса на его интерес к жанру фильмов ужаса повлияло два события. Во время учёбы в Техасском университете он редактировал юмористический журнал под названием «Texas Ranger» и открыл для себя актёра Рондо Хэттона, бывшего спортивного репортера из города Тампа, (штат Флорида), который заболел акромегалией, вследствие чего его лицо, руки и ноги стали непропорциональными по отношению к остальному телу. Это заставило Хэттона самоизолироваться от внешнего мира, пока он не встретил свою вторую жену, с которой отправился в Голливуд с целью стать актёром. Хэттон впоследствии добился успеха, снявшись в серии фильмов ужасов. Вторым событием, повлиявшим на его дальнейшее творчество по словам Бернса — стало массовое убийство в Техасском университете, которое произошло 1 августа 1966 года, когда бывший студент университета 25-летний Чарльз Уитмен забаррикадировался на самом верху 28-этажной башни Техасского университета и в течение 96 минут стрелял из винтовки Remington Model 700 по людям на улице. В ходе обстрела Уитменом было убито 14 и ранено 32 человека. Бернс и Тоуб Хупер впоследствии утверждали, что в тот день находились на территории кампуса университета и, как и многие другие студенты пережили несколько кошмарных часов. Обучаясь в университете, Бернс был знаком с известным в будущем гитарист Стиви Рэя Вона, для группы которого под названием «Blackbird», Роберт Бернс будучи студентом разработал все, кроме одного, плакаты, напечатанные методом трафаретной печати.

## Карьера в кино
Согласно свидетельствам самого Роберта Бернса, наибольшее влияние на него как на кинематографиста оказал Альфред Хичкок, который на заре карьеры также работал художником-постановщиком. В 1966 году Тоуб Хупер попросил Бернса стать художником-постановщиком в его короткометражном документальном фильме под названием «Down Friday Street». Сотрудничество Бернса и Хупера продолжилось в 1969 году, когда в разгар войны во Вьетнаме и движения «Хиппи», бизнесмен из Хьюстона по имени Дэвид Форд собрал группу, которая вложила 40 000 долларов в создание антивоенного фильма. Фильм под названием «Яичная скорлупа» стал первым полнометражным фильмом Тоуба Хупера, в создании которого ему также помогал Роберт Бернс. Однако экспериментально-психоделический фильм так никогда и не была официально выпущен в кинопрокат, хотя в 1970 году был показан на кинофестиваль в Атланте. По воспоминаниям Роберта Бернса, процесс съемок фильма «Яичная скорлупа» был весьма негативным опытом для него и Хупера. Несмотря на бюджет в 40 000 долларов, он и Хупер не получили ни цента для того чтобы нанять настоящих актёров и закупить необходимое оборудование, вследствие чего Хупер совмещал работу режиссёра и оператора, ведя съемки ручной камерой, вынужденно подражая стилю своих кумиров Фредерико Феллини и Микеланджело Антониони, а в качестве актёров они были вынуждены использовать настоящих «хиппи», которые жили в настоящем коммунальном доме к северу от кампуса Техасского университета в Остине. Согласно воспоминаниям Роберта, Хупер пробирался в дом коммуны по ночам и рано утром, включал свет, будил жильцов и просто снимал все, что происходило на тот момент в доме. Большая часть сценария по словам Бернса была импровизацией или представляла собой наброски, сделанные на бумаге или на салфетках. Пытаясь придать сюжету в фильме логическое завершение, Хупер придумал присутствие призрака, некой путосторонней силы, обитающей в подвале дома, которую Роберт Бернс окрестил «криптоэмбриональным гиперэлектрическим присутствием» и имитировал соответственно с помощью вида и бликов искровых разрядов. В 1974 году Тоуб Хупер приступил к съемкам фильма Техасская резня бензопилой (фильм, 1974). Фильм снимался с минимальным бюджетом в 140 000 долларов. По воспоминаниям членов съемочной группы, Хупер собрал команду молодых, неопытных специалистов и актёров, которые часто находились под воздействием марихуаны и, как правило, пренебрегали личной безопасностью. В процессе съемок фильма Хупер обратился за помощью к Роберту Бернсу, который став художником-постановщиком фильма практически в одиночку занимался созданием интерьеров дома семьи-каннибалов, спецэффектов и костюмов. Роберту Бернсу и другим создателям фильма пришлось проявить творческий подход к созданию спецэффектов. В одной из самых запоминающихся сцен фильма, героиня Тери Макминн — Пэм попадает в комнату, заваленную костями человеческих скелетов. Для создания интерьера комнаты Роберт Бернс использовал части скелета восьми коров, двух собак, кошки, двух оленей, трёх коз, одного цыпленка, броненосца а также два настоящих человеческих скелета. По словам Роберта Бернса, настоящие человеческие скелеты были закуплены съемочной группой на территории Индии, потому что их покупка обошлась гораздо дешевле, чем покупка пластиковых человеческих скелетов в США. Также он разработал печально известную сцену с героиней Тери Макминн, насаженной на мясной крюк.
Получив признание в мире кинематографа, Роберт Бернс заработал репутацию одного из лучших художников-постановщиков, вследствие чего в дальнейшие годы он принял участие в создании многих культовых фильмов ужасов у других известных кинорежиссёров. Так Роберт Бернс сотрудничал с Уэсом Крейвеном и принимал участие в создании его фильма «У холмов есть глаза», который имел огромный успех и получил приз на кинофестивале «Sitges Film Festival». В 1979 году Бернс работал художником-постановщиком в процессе съемок фильма «Путешествие в ад». Джейсон Бьюкенен из AllMovie похвалил фильм, назвав его «одним из самых недооцененных малобюджетных фильмов ужасов 1970-х годов». В своей рецензии на фильм Бьюкенен высоко оценил работу Бернса, атмосферу фильма, партитуру, тревожное использование звука и образов, сравнив его с «Техасской резней бензопилой» Тоба Хупера.
После этого Роберт Бернс принял участие в создании фильма «Не приближайся к парку», известному своим скандальным освещением в прессе. Фильм был подвергнут судебному преследованию «за непристойности» в Великобритании и внесен в список «отвратительных видео» из-за его «насильственного содержания». Даже спустя десятилетия после выхода фильма, он привлекал комментаторов-киноведов из-за поднимаемых тем каннибализма, инцеста и педофилии. Согласно воспоминаниям Роберта Бернса, фильм снимался в очень нервной и напряженной атмосфере и работа над созданием фильма была действительно сложной во всех аспектах, однако фильм на удивление всех его создателей оказался крайне долговечным. После этого Бернс сотрудничал с режиссёром Ларри Коэном в процессе создания его фильма Восход полной луны"". В 1981 году к услугам Роберта обратился Джо Данте и Бернс стал художником-постановщиком его культового фильма «Вой». Бернс впоследствии вспоминал, что в процессе съёмок фильма он был вынужден проделать огромный объём работы при небольшом бюджете картины. Через год, в 1982 году он выступил художником-постановщиков во время съемок малоизвестного фильма ужасов «Кровавая песня». В 1985 году Роберт Бернс занимался созданием декораций, костюмов персонажей в процессе съемок культового фильма режиссёра Стюарта Гордона «Реаниматор». Последней работой Бернса в качестве художника-постановщика — стала малоизвестная картина ужасов «Ночное проклятье», снятая в 1988 году. Помимо работы художника-постановщика, Роберт Бернс также работал над созданием сценариев к фильмам. В 1982 году Бернс дебютировал на режиссёрском поприще, сняв по своему собственному сценарий фильм под названием «Монгрел». Фильм не получил широкого признания у критиков, но открыл для мира кинематографа актёра Митча Пиледжи, который в фильме Бернса дебютировал в кино. В конце 1987 года Роберт Бернс на чердаке своего дома в городе Остин снял фильм под названием «Scream Test», но фильм никогда не был выпущен.
В период с 1979 по 1996 год Роберт Бернс в качестве актёра снялся в 8 фильмах и сериалах, в большинстве случаев исполняя небольшие эпизодические роли. Единственную главную роль он исполнил в 1984 году, снявшись в фильме режиссёра Марка Блэра «Исповедь серийного убийцы». Фильм примечателен тем, что это был первый фильм, в основу сценария которого легли убийства, совершенные серийными убийцами Генри Ли Лукасом и Отисом Тулом. Согласно свидетельствам Бернса, изначально он не планировал сниматься в главной роли и был нанят Марком Блэром в качестве художника-постановщика. Бернс вспоминал, что во время изучения сценария и поиска декораций для съемок, съемочная группа проводила прослушивание, в ходе которого никак не могла никого утвердить на главную роль убийцы-психопата, пока спустя некоторое время не обратили внимание на Роберта, который с маниакальной настойчивостью разъезжал по окрестностям Остина в поисках местности для будущих натурных съемок и экспериментировал с бутафорской кровью, будучи часто в ней сильно испачканным. В конечном итоге Марк Блэр и кастинг-директор фильма решили, что именно таким должен выглядеть серийный убийца в фильме и предложили Бернсу исполнить в нём главную роль, который несмотря на высшее образование в области актёрского искусства до этого практически не снимался в кино.
В конце 1990-х годов Роберт Бернс практически завершил кинокарьеру. Он покинул Остин и переехал в город Сегин (Техас), где вел уединенный образ жизни, занимаясь созданием сценариев, бутафорских костюмов, изредка выступая с собственными театральными представлениями в местных заведениях. По словам близких друзей Бернса, он испытывал финансовые трудности на протяжении всей своей кинокарьеры. На пике своей известности Бернс покинул штат Техас и переехал в Лос-Анджелес, но не сумел приспособиться к «Голливудскому образу жизни» и вернулся в Техас спустя два года, после чего больше не покидал его, несмотря на то, что в Лос-Анджелесе было больше возможностей для работы в киноиндустрии. В начале 2000-х Роберт Бернс предпринял попытку вернуться в кино. В 2004 году он стал режиссёром документального фильма под названием «Still Chainsaw After All These Years». В фильме были показаны события, происходившие на фестивале ужасов Cinema Wasteland в Кливленде, (штат Огайо), где Роберт Бернс брал интервью у приглашенных знаменитостей, включая актёров и съемочную группу первых четырёх фильмов франшизы «Техасская резня бензопилой». Кроме этого, он написал сценарий триллера, основанном на реальных событиях, который он планировал снять совместно со Стюартом Гордоном, который должен был стать исполнительным продюсером фильма, однако проект так и не был реализован.

## Смерть
В конце 2003 года у Роберта Бернса начались проблемы со здоровьем. В апреле 2004 года у него был диагностирован рак почки в 4-й стадии. 31 мая 2004 года, через 4 дня после своего 60-го дня рождения, Бернс опубликовал на своем на своем веб-сайте «www.Robert-A-Burns.com».
предсмертное сообщение: «Я никогда не понимал, почему люди оставались в кинотеатре, когда становилось очевидно, что остальная часть фильма не будет интересной. По физиологическим и психологическим причинам, слишком утомительным, чтобы кого-то утомлять, стало очевидно, что остальная часть моего фильма не будет приятной, поэтому я покидаю кинотеатр (я и Элвис, вы знаете.)» (англ. «I’ve never understood why people would stay in the theater after it became obvious that the rest of the movie would not be enjoyable. Due to physical and psychological reasons too tedious to bore anyone with, it became obvious that the rest of my movie would not be enjoyable, so I left the theater (me and Elvis, you know.)»)
Сообщение сопровождалось фотографией Бернса, растянувшегося перед макетом надгробия и было разослано им около 50 его родственникам, друзьям и знакомым. Вечером 31 мая Бернс перестал выходить на связь, после чего ряд его друзей обратились в полицию. Тело Роберта было обнаружено мертвым в его доме представителями правоохранительных органов 1 июня 2004 года. Инцидент впоследствии был признан самоубийством.

## Наследие
- В 2020 году на экраны вышел полудокументальный фильм «Рондо и Боб», рассказывающий о Рондо Хэттоне и Роберте Бернсе, у которых была особая связь с миром ужасов. Разрозненные истории Бернса и Хэттона были в фильме объединены. Актёр Райан Уильямс появляется в роли Роберта Бернса и воссоздает ключевые моменты из жизни Роберта. Режиссёр фильма Джо О’Коннелл совместил реконструкции жизни Бернса и Хэттона с интервью об этих двух мужчинах и архивными кадрами с ними. Согласно версии О’Коннелла, Бернс видел внешнее уродство Хэттона как отражение своего собственного внутреннего уродства, а женитьбу Хэттона на красивой женщине как суровое напоминание о его собственных трудностях в поиске любви. Эти проблемы преследовали Бернса до самой его смерти. «Меня интересовало то, что Боб считал себя нелюбимым, что он не способен любить, в то время как Рондо Хэттон был любим всеми» — заявил О’Коннелл после окончания съемок фильма[8].